# Змеиногорский тракт
Змеиногорский тракт — одна из центральных магистралей Барнаула, его южная транзитная артерия.
В пределах города проходит по Центральному району города в юго-западном направлении, от улицы Аванесова до КП ГАИ, где разделяется на Южный тракт и трассу А322 (Барнаул—Рубцовск). Протяжённость улицы в пределах городского округа — 11 км, в черте города — 5,2 км. Ширина — 15 метров. Трамвайные пути проложены от улицы Аванесова до конечной остановки «Кордон» рядом с Калманским проездом.
От улицы Аванесова до КП ГАИ тракт проходит через Барнаульский ленточный бор. Кроме того, здесь расположены садоводческие товарищества — «Цветы Алтая», «Солнечное», «Октябрьский садовод», «Машиностроитель», «Сибирский садовод», «Алтайский садовод», «Труд», «Энергетик», «Спутник», «Центральный садовод» и другие. На тракте находятся лыжные базы, больница РТИ и дендрарий.
Проходит через населённые пункты:
- Южный;
- Бельмесёво;
- Конюхи.

## История
До начала XX века носил название Змеёвского, в честь рудников на юге Алтайского края к которым он выходил.